# Nephrurus levis
Nephrurus levis е вид влечуго от семейство Carphodactylidae. Видът не е застрашен от изчезване.

## Разпространение и местообитание
Разпространен е в Австралия (Западна Австралия, Куинсланд, Нов Южен Уелс, Северна територия и Южна Австралия).
Обитава места със суха почва, ливади, крайбрежия и плажове.